# Новосеоци
Новосеоци су насељено мјесто у општини Соколац, Република Српска, БиХ. Према попису становништва из 1991. у насељу је живјело 117 становника.

## Становништво
| Националност | 1991.      |
| Муслимани    | 117 (100%) |
| укупно       | 117        |

| Демографија | Демографија | Демографија |
| Година      | Становника  | Становника  |
| ----------- | ----------- | ----------- |
| 1991.       | 117         |             |